# Herbert Eisenberger
Herbert Eisenberger (* 14. August 1930 in Wiesbaden; † 6. November 2020) war ein deutscher Klassischer Philologe.
Eisenberger studierte von 1951 bis 1957 Klassische Philologie und Anglistik an der Universität Frankfurt am Main, wo ihn besonders Karl Reinhardt, Hermann Langerbeck, Harald Patzer und Erwin Wolff beeinflussten. Bei Patzer und Wolff wurde er 1956 mit der Dissertation Der Mythos in der äolischen Lyrik promoviert. Im Wintersemester 1956/1957 erhielt er einen Lehrauftrag am Institut für klassische Philologie. Nach dem Ersten Staatsexamen (1957) wurde er 1958 zum hauptamtlichen Lehrbeauftragten am Frankfurter Institut für klassische Philologie ernannt, 1960 zum wissenschaftlichen Assistenten, 1968 (nach seiner Habilitation) zum Privatdozenten. 1971 wurde Eisenberger zum Professor ernannt und für das akademische Jahr 1971/1972 zum Dekan des Fachbereichs Klassische Philologie und Kunstwissenschaften gewählt. Dieses Amt übte er 1991/1992 erneut aus. 1995 wurde er emeritiert.
Eisenbergers Forschungsschwerpunkte waren frühgriechische Dichtung, griechische Tragödie und Komödie, die Schriften der Philosophen Platon und Aristoteles sowie römische Dichtung und Philosophie (besonders Ciceros).

## Schriften (Auswahl)
- Der Mythos in der äolischen Lyrik. Dissertation, Frankfurt am Main 1956.
- Studien zur Odyssee (= Palingenesia. Band 7). Steiner, Wiesbaden 1973.